# Nosotros (serie de televisión argentina)
Nosotros fue una serie de televisión argentina de ficción emitida en 1975 por Canal 13 dirigida por Agustín Alezzo y protagonizada por los actores Norma Aleandro, Federico Luppi, Graciela Alfano, Haydée Padilla, Augusto Larreta y Pepe Soriano. Comenzó en septiembre de 1975 y finalizó en marzo de 1976.
La serie de ficción trataba sobre un matrimonio argentino que formaba una familia y empezeban a vivir juntos en amor y felicidad.
- Datos: Q6045430